# Russell Dlamini
Russell Mmemo Dlamini es un político suazi que se desempeña como Primer Ministro de Swazilandia desde el 4 de noviembre de 2023.

## Biografía
Dlamini obtuvo una licenciatura en ciencias agrícolas en la Universidad de Suazilandia, luego una maestría en 2006 en planificación y gestión del desarrollo sostenible en la Universidad de Stellenbosch. En noviembre de 2015, fue nombrado CEO de la Agencia Nacional de Gestión de Desastres.
Después de las elecciones generales de 2023, el rey Mswati III decidió nombrar a Dlamini como primer ministro.